# 포스틱
포스틱은 농심에서 출시한 감자맛 과자이다.  